# 氷見北インターチェンジ
氷見北インターチェンジ（ひみきたインターチェンジ）は、富山県氷見市稲積にある能越自動車道（七尾氷見道路）のインターチェンジ (IC) である。構造はダイヤモンド型になっている。

## 歴史
- 2009年（平成21年）10月18日 : 氷見IC - 氷見北IC間開通に伴い供用開始。
- 2012年（平成24年）3月25日 : 氷見北IC - 灘浦IC間開通。

## 道路
- E41 能越自動車道（七尾氷見道路）（6番）

## 接続道路
- 富山県道304号鹿西氷見線

## 周辺
- 碁石ケ峰
- 氷見漁港
- 道の駅氷見 ひみ番屋街
- 比美乃江公園
- 阿尾城
- ひみ阿尾の浦温泉
- 指崎温泉
- 一刎（ひとはね）水芭蕉園

## 隣
E41 能越自動車道（七尾氷見道路）
(5) 氷見IC - (6) 氷見北IC - (7) 灘浦IC